# Dives (vattendrag)
Dives (franska: la Dives) är en 105 km lång flod i Pays d'Auge, Normandie, Frankrike. Den mynnar ut i Engelska kanalen i Cabourg.
Källan till Dives ligger nära Exmes i departementet Orne. Floden rinner generellt norrut genom följande  departement och städer:
- Orne: Trun
- Calvados: Morteaux-Coulibœuf, Saint-Pierre-sur-Dives, Troarn, Dives-sur-Mer, Cabourg

Den sista kilometern av Dives är en stor meander som omger en konstgjord hamn och semesterorten Port Guillaume (William's harbour). Floden hindras från att nå Engelska kanalen av en kilometer lång sanddyn kallad Le cap Cabourg.
Dives estuarium var platsen för en av Vilhelm Erövrarens mest avgörande segrar år 1057, över de kombinerade arméerna Frankrike och Anjou. Nio år senare, 1066, sammankallade Duke Vilhelm på samma plats som sin tidigare seger, sin armé och flotta inför invasionen av England.